# Paura d'amare (film 1956)
Paura d'amare (Hilda Crane) è un film del 1956, diretto da Philip Dunne. Il regista firma anche la sceneggiatura, basata sul lavoro teatrale Hilda Crane di Samson Raphaelson andato in scena in prima a Broadway al Coronet Theatre il 1º novembre 1950, interpretato da Jessica Tandy e Beulah Bondi.

## Trama
Reduce da due divorzi, Hilda Crane non nutre nuovi sogni matrimoniali. Di parere diverso è il suo partner del momento, Russell Burns, che vorrebbe sposarla nonostante l'opposizione della madre. Intanto, all'orizzonte spunta un altro pretendente.

## Produzione
Il film fu prodotto dalla Twentieth Century Fox Film Corporation.

## Distribuzione
Distribuito dalla Twentieth Century Fox Film Corporation, il film venne presentato nelle sale cinematografiche statunitensi l'8 maggio dopo essere stato presentato in prima a New York il 2 maggio 1956.